# Pietro Caetani
Pietro Gaetani di Pisa (1400 circa – 1459) è stato un nobile italiano, membro della famiglia Gaetani di Pisa.

## Biografia
Patrizio pisano, fu barone di Chiaramonte, Dirillo, Calatabiano e Tripi con alta e bassa giurisdizione civile e criminale. Sposa Caterina Appiano di Piombino.
Si trasferisce in Sicilia nel 1417, dove diventa Mastro razionale del Real patrimonio.
Muore in Sicilia nel 1459.